# Norman Cardew
Norman Cardew (sinh ngày 7 tháng 11 năm 1938) là một cựu cầu thủ bóng đá người Anh có 6 lần ra sân ở Football League cho Darlington. Là một tiền đạo tầm xa nghiệp dư, ông thi đấu cho câu lạc bộ quê nhà South Shields ở Darlington.